# Partido Popular Dinamarquês
O Partido Popular Dinamarquês (em dinamarquês: Dansk Folkeparti, DFP) é um partido político dinamarquês de direita que é descrito como populista e até como de extrema-direita.
Nas eleições legislativas de 2015, o Partido Popular Dinamarquês foi o grande vencedor, atingindo os 21% e passando a ser a segunda maior formação política da Dinamarca.

Como condição para participar num governo de centro-direita, o Partido Popular Dinamarquês apresentou 4 exigências: uma linha mais rigorosa face à União Europeia, contrôles fronteiriços mais apertados, mudanças na política da imigração e maior setor público.
O partido foi fundado em 1995 por Pia Kjærsgaard que liderou o partido até 2012 quando foi sucedida por Kristian Thulesen Dahl.
Desde da sua fundação em 1995, o partido rapidamente se tornou um dos mais populares e influentes partidos da Dinamarca especialmente entre a classe trabalhadora  e pessoas mais conservadoras. Entre 2001 e 2011, apesar de não ter entrado na coligação de governo, apoiou externamente o governo do Venstre, liderado por Anders Fogh Rasmussen. Após as eleições de 2011, o partido voltou para a oposição. O Partido Popular Dinamarquês tem como seu principal foco de atenção a questão da imigração, defendendo a imposição de restrições à imigração e a redução do número de imigrantes na Dinamarca. Além de mais, destaca-se por ser socialmente conservador, rejeitando o multiculturalismo  e defendendo as tradições cristãs da Dinamarca. No aspecto económico o partido defende a intervenção do Estado na economia e defende a preservação do Estado Social mas, afirmando que tal preservação dependerá do controlo da imigração. Em 2014 atingiu o seu ponto alto, ao vencer as eleições europeias de 2014 na Dinamarca com cerca de 27% dos votos e elegendo 4 eurodeputados que se sentam no grupo dos Reformistas e Conservadores Europeus.

## Resultados Eleitorais

### Eleições legislativas
| Data | CI.  | Votos   | %            | +/-  | Deputados | +/- | Status            |
| ---- | ---- | ------- | ------------ | ---- | --------- | --- | ----------------- |
| 1998 | 5.º  | 252 429 | 7,4 / 100,0  |      | 13 / 179  |     | Oposição          |
| 2001 | 3.º  | 413 987 | 12,0 / 100,0 | 4,6  | 22 / 179  | 9   | Apoio parlamentar |
| 2005 | 3.º  | 444 205 | 13,2 / 100,0 | 1,2  | 24 / 179  | 2   | Apoio parlamentar |
| 2007 | 3.º  | 479 532 | 13,8 / 100,0 | 0,6  | 25 / 179  | 1   | Apoio parlamentar |
| 2011 | 3.º  | 436 726 | 12,3 / 100,0 | 1,6  | 22 / 179  | 3   | Oposição          |
| 2015 | 2.º  | 741 173 | 21,1 / 100,0 | 8,8  | 37 / 179  | 15  | Apoio parlamentar |
| 2019 | 3.º  | 308 219 | 8,7 / 100,0  | 12,4 | 16 / 179  | 21  | Oposição          |
| 2022 | 12.º | 93 428  | 2,6 / 100,0  | 6,1  | 5 / 179   | 11  | Oposição          |

### Eleições europeias
| Data | CI. | Votos   | %            | +/-  | Deputados | +/-     |
| ---- | --- | ------- | ------------ | ---- | --------- | ------- |
| 1999 | 8.º | 114 865 | 5,8 / 100,0  |      | 1 / 16    |         |
| 2004 | 6.º | 128 789 | 6,8 / 100,0  | 1,0  | 1 / 14    | Estável |
| 2009 | 4.º | 357 942 | 15,3 / 100,0 | 8,5  | 2 / 13    | 1       |
| 2014 | 1.º | 605 889 | 26,6 / 100,0 | 11,3 | 4 / 13    | 2       |
| 2019 | 4.º | 296 978 | 10,8 / 100,0 | 15,8 | 1 / 14    | 3       |
| 2024 | 9.º | 155 875 | 6,4 / 100,0  | 4,4  | 1 / 15    | Estável |